# جيمس كلارك (لاعب كريكت)
جيمس كلارك (25 سبتمبر 1910 في نيوزيلندا - 21 يناير 2003) (بالإنجليزية: James Clark)‏ هو لاعب كريكت نيوزلندي.

## وصلات خارجية
- جيمس كلارك على موقع إي آس بي آن كريك إنفو (الإنجليزية)